# Zengakuren
Lo Zengakuren (全学連), o Federazione dell'Autogoverno Studentesco del Giappone (全日本学生自治会総連合 Zen-nihon gakusei jichikai sōrengō) è un sindacato nazionale studentesco giapponese nato nel 1948. 
Inizialmente un'organizzazione legata al Partito Comunista Giapponese, divenne indipendente da questi nel 1960. 
Il sindacato studentesco è stato protagonista di numerose proteste: da quella contro la guerra in Corea alla questione delle basi americane sul suolo giapponese sino alle grandi manifestazioni di protesta del 1968.